# 迪丽娜孜·艾合买提耶娃

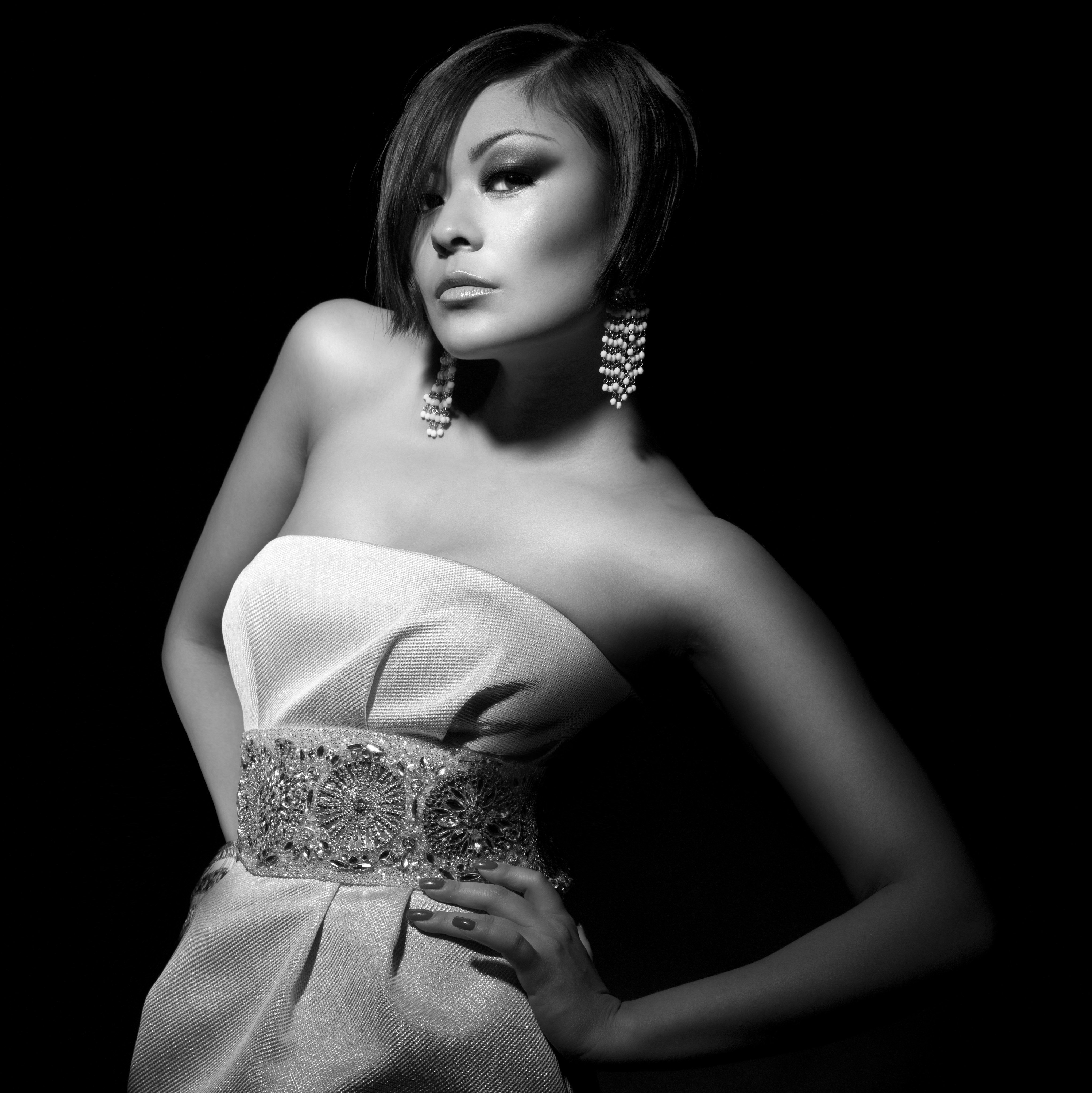

迪丽娜孜·艾合买提耶娃（维语：Dilnaz Exmediyewa，1980年—），维吾尔歌手及演员，出生在哈萨克斯坦的阿拉木图的维吾尔族艺术家庭，父亲木拉提·艾合買提耶夫是前苏联和哈萨克斯坦著名的作曲家和歌唱家。迪麗娜孜的弟弟迪力夏提·艾合买提耶夫（Dilshat Exmediyew），是哈萨克斯坦著名的维吾尔樂隊新亚西利克乐队（Yéngi Yashliq）的成員。

## 生平
她四岁时（1984年）在儿童电影《神秘蘋果》（Sixirlik Alma - ）中演唱了一首歌曲。两年后，她在阿拉木图的维吾尔音乐剧剧院登台演唱了当时很流行的歌曲。1993年，她又在阿拉木图最大的舞台进行了演出。1996年开始正式走上歌唱道路。2005年，迪丽娜孜在哈萨克斯坦电影《游牧战神》中演出。